# Byrrhinus leonensis
Byrrhinus leonensis är en skalbaggsart som först beskrevs av Maurice Pic 1923.  Byrrhinus leonensis ingår i släktet Byrrhinus och familjen lerstrandbaggar. Inga underarter finns listade i Catalogue of Life.